# Archidiaconat de Wismar

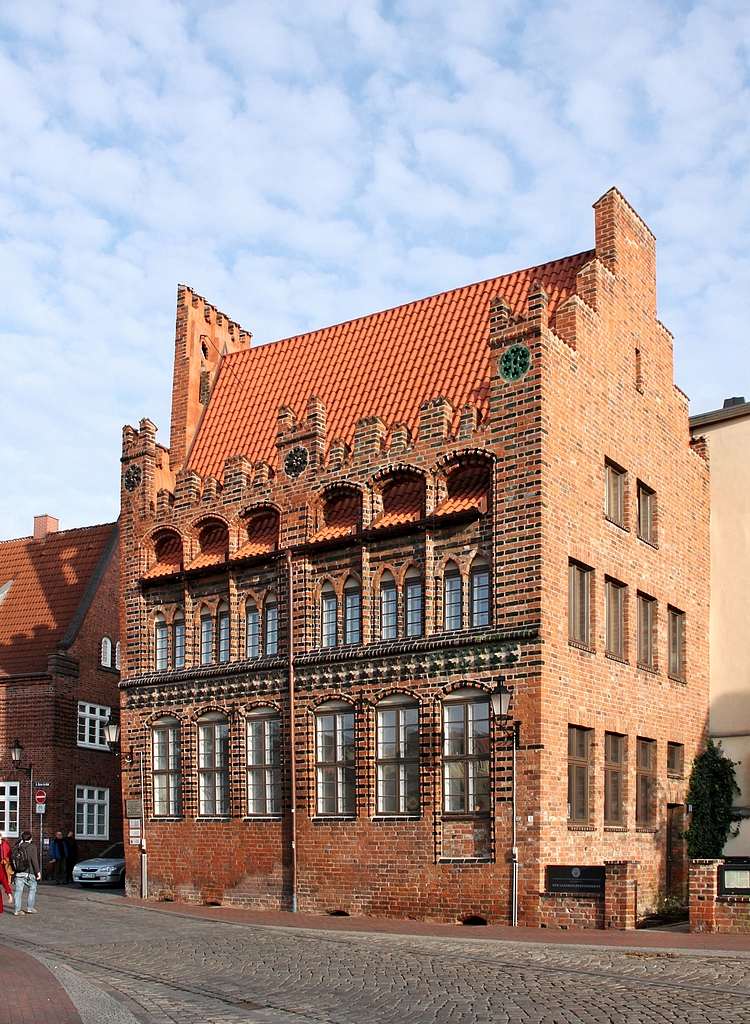
Vue depuis l'ouest

L'ancien archidiaconat de Wismar est un bâtiment classé situé dans la ville hanséatique allemande de Wismar dans le district du nord-ouest du Mecklembourg. L'ancien bâtiment administratif et résidentiel de l'archidiaconat a été construit dans le style gothique en brique du nord de l'Allemagne.

## Histoire et architecture
Le bâtiment en briques de deux étages a été construit au début du XVe siècle comme chapelle de nos chères femmes (Kapellanei Unserer Lieben Frauen) sur le modèle de l'ancienne école (Alte Schule), qui a été détruite en 1945, probablement d'après les plans de H. Munster. Des examens dendrochronologiques en 2008 et 2009 ont montré que la construction a commencé peu après 1400 et non, comme on le supposait auparavant, au milieu du XVe siècle. Le bâtiment, qui a été restauré de 1880 à 1885 à l'initiative de Johann Joachim Hartwig Meyer, était à l'origine deux fois plus long.
Il a été gravement endommagé lors de la Seconde Guerre mondiale en 1945 et reconstruit de 1962 à 1963 selon des plans anciens, le pignon sud a été complété sous une forme simplifiée . Le riche décor du bâtiment se compose principalement de briques vernissées et de pierres taillées. Au cours de la rénovation, l'entrée et l'escalier ont été déplacés de leur emplacement d'origine, et des plafonds et des cloisons solides ont été nouvellement dessinés à l'intérieur  . Les intérieurs de l'archidiaconat abritent aujourd'hui le surintendant d'État de l'Église évangélique luthérienne de Mecklembourg ainsi qu'un lieu de rencontre pour les enfants et les jeunes. Avec la tour de la Marienkirche, l'Archidiaconat est le dernier bâtiment médiéval de la Marienkirchplatz.

## Littérature
- Friedrich Schlie : Les monuments d'art et d'histoire du Grand-Duché de Mecklembourg-Schwerin. II. Volume : Les tribunaux de district de Wismar, Grevesmühlen, Rehna, Gadebusch et Schwerin. Schwerin 1898, réimpression Schwerin 1992  (ISBN 3910179061), page 174f.
- Dehio, Georg, édité par Hans-Christian Feldmann, Gerd Baier, Dietlinde Brugmann, Antje Heling, Barbara Rimpel: Handbook of German Art Monuments. Mecklembourg-Poméranie occidentale. Deutscher Kunstverlag, 2000,  (ISBN 3-422-03081-6) .